# 빌 바버
빌 바버(영어: Bill Barber)로 잘 알려진 윌리엄 찰스 바버(영어: William Charles Barber, 1952년 7월 11일~)는 캐나다의 아이스하키 선수, 지도자로 현역 시절 포지션은 레프트윙이다. 1972년부터 1984년까지 내셔널 하키 리그(NHL)의 필라델피아 플라이어스 소속으로 활동했으며 레지 리치, 보비 클라크와 함께 "LCB 라인"의 일원으로 명성을 얻었다. 그는 1974년과 1975년에 2회 연속으로 필라델피아의 스탠리 컵 우승에 기여했으며 그의 등번호 7번은 필라델피아 플라이어스의 영구 결번으로 지정되었다.  바버는 1990년에 하키 명예의 전당에 헌액되었다.
현역 은퇴 후 필라델피아 플라이어스의 감독을 맡았으며 현재 필라델피아 플라이서스의 선수 영입 컨설턴트로 활동하고 있다.